# Station Pitsea
Pitsea is een spoorwegstation van National Rail in Basildon in Engeland. Het station is eigendom van Network Rail en wordt beheerd door c2c. 

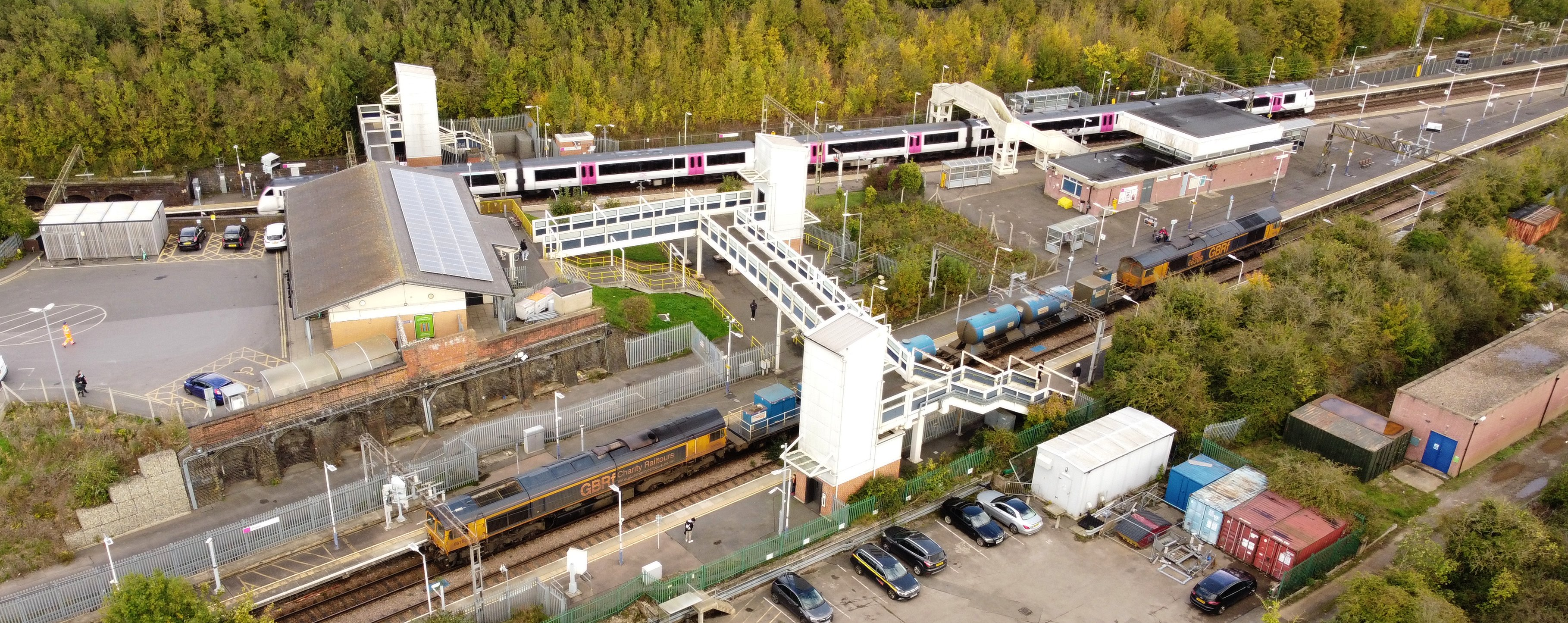
Overzicht